# Grembach Łódź (piłka nożna plażowa kobiet)
Lady Grembach Łódź – polski kobiecy klub piłki nożnej plażowej założony w 2016 roku w Łodzi. Mistrzynie Polski 2017, 2018, 2019, 2020, 2021
Wicemistrzynie Świata 2019 (World Winners Cup Alanya)

## Nazwy klubu
| Lata      | Nazwa                  |
| --------- | ---------------------- |
| 2016      | Grembach Lady OMS Łódź |
| 2017-2018 | Lady Grembach EE Łódź  |
| 2019-     | Lady Grembach Łódź     |

## Udział w rozgrywkach
| Sezon | Rozgrywki ligowe | Rozgrywki ligowe   | Rozgrywki ligowe |
| Sezon | Liga             | Liga               | Miejsce          |
| ----- | ---------------- | ------------------ | ---------------- |
| 2016  | MPK              | Mistrzostwa Polski | 6/8              |
| 2017  | MPK              | Mistrzostwa Polski | 1/11             |
| 2018  | MPK              | Mistrzostwa Polski | 1/14             |